# Bahiella blanchetii
Bahiella blanchetii är en oleanderväxtart som först beskrevs av A.Dc., och fick sitt nu gällande namn av J.F.Morales. Bahiella blanchetii ingår i släktet Bahiella och familjen oleanderväxter. Inga underarter finns listade i Catalogue of Life.